# Yasuhiro Yamashita
Yasuhiro Yamashita (山下 泰裕?, Yamashita Yasuhiro; Kumamoto, 1º giugno 1957) è un judoka giapponese.

## Biografia
Nel 1977, a 19 anni, è diventato il più giovane judoka a vincere il campionato giapponese. In seguito, ha vinto il titolo altre otto volte. Pur essendo il campione del mondo in carica, con il primo dei suoi titoli vinti nel 1979, non ha potuto partecipare ai Giochi olimpici del 1980 a causa del ritiro del Giappone dalla manifestazione in seguito all'invasione sovietica dell'Afghanistan. Vincitore di altri tre ori mondiali fra il 1981 e il 1983, nelle Olimpiadi di Los Angeles del 1984 ha conquistato anche l'oro olimpico nonostante un serio infortunio alla gamba destra. Qualche mese più tardi il primo ministro Yasuhiro Nakasone gli ha conferito uno dei più importanti premi giapponesi, il People's Honour Award. È ritenuto uno dei più grandi judoka sportivi di tutti i tempi e di tutte le categorie. Dall'ottobre 1977 a quando si è ritirato nell'aprile 1985 è rimasto imbattuto, tanto che il suo record è stato inserito nei guinness dei primati, vincendo ben 203 combattimenti per Ippon. O-soto-gari e Uchi-mata sono due fra i suoi Tokui-Waza (tecniche speciali).
Oggi è un professore dell'Università di Tokai. Dal 2003 è direttore dell'istruzione e dell'allenamento della Federazione Internazionale di Judo.
È autore di pubblicazioni didattiche e divulgative sul judo, come il volume, con annesso DVD, di cui è coautore il presidente russo Vladimir Putin, anch'egli cintura nera di judo. Ha inoltre curato l'introduzione al DVD pubblicato dalla IJF intitolato Judo for self-defense. Nel 2020 è diventato un membro del CIO.

## Successi
- Campione del mondo (+95kg): 1979, 1981, 1983
- Campione del mondo (OPEN): 1981
- Campione olimpico: 1984